# Доку, Жереми
Жереми́ Баффу́р Доку́ (нидерл. Jérémy Baffour Doku; род. 27 мая 2002, Антверпен, Фламандский регион) — бельгийский футболист, вингер клуба «Манчестер Сити» и сборной Бельгии. Участник чемпионата мира 2022 и чемпионата Европы 2024.
Начал свою профессиональную карьеру в «Андерлехте» в сезоне 2018/19, где за несколько сезонов забил пять голов в 34 матчах в чемпионата. В 2020 году перешёл в клуб Лиги 1 «Ренн», где провёл 75 матчей и забил десять голов, а в августе 2023 года подписал контракт с «Манчестер Сити» за 65 миллионов евро.
В 2020 году был вызван в сборную Бельгии, где выступал на всех молодёжных уровнях, начиная с юношеского (до 15 лет), и представлял свою страну на Евро-2020 и чемпионате мира 2022 года.

## Клубная карьера
Доку — воспитанник клуба «Андерлехт». 25 ноября 2018 года в матче против «Сент-Трюйдена» он дебютировал в Жюпиле лиге в возрасте 16 лет. 1 декабря 2019 года в поединке против «Остенде» Жереми забил свой первый гол за «Андерлехт». 
5 октября 2020 года французский «Ренн» объявил о трансфере Доку, подписав контракт на 5 лет. 16 октября в матче против «Дижона» он дебютировал в Лиге 1. 20 марта 2021 года в поединке против «Меца» Жереми забил свой первый гол за «Ренн». 
24 августа 2023 года Доку перешёл в английский «Манчестер Сити» за 60 миллионов евро. 2 сентября в матче против «Фулхэма» он дебютировал в английской Премьер-лиге. 16 сентября в поединке против «Вест Хэма» Жереми забил свой первый гол за «Манчестер Сити». 4 октября в матче Лиги чемпионов против немецкого «РБ Лейпциг» он забил гол. В конце года игрок помог команде выиграть клубный чемпионат мира.

## Карьера в сборной
В 2018 году в составе юношеской сборной Бельгии Доку принял участие в юношеском чемпионате Европы в Англии. На турнире он сыграл в матчах против команд Ирландии, Дании и Италии. В поединке против датчан Жереми забил гол.
В 2019 году Доку принял участие в юношеском чемпионате Европы в Ирландии. На турнире он сыграл в матчах против команд Ирландии, Чехии, Греции, Нидерландов и Венгрии. 
5 сентября 2020 года в матче Лиги наций против сборной Дании Доку дебютировал за сборную Бельгии, заменив во втором тайме Юри Тилеманса. 8 сентября в поединке против сборной Исландии Жереми забил свой первый гол за национальную команду. 
В 2021 году Доку принял участие в чемпионате Европы 2020. На турнире он сыграл в матчах против команд Финляндии и Италии. 
10 ноября 2022 года был включён в официальную заявку сборной Бельгии для участия в матчах чемпионата мира 2022 года в Катаре. На турнире он сыграл в матче против сборной Хорватии. 

### Голы за сборную Бельгии
| № | Дата            | Место                                     | Противник | Счёт | Результат | Соревнование                     |
| - | --------------- | ----------------------------------------- | --------- | ---- | --------- | -------------------------------- |
| 1 | 8 сентября 2020 | Стадион короля Бодуэна, Брюссель, Бельгия | Исландия  | 5:1  | 5:1       | Лига наций 2020/2021             |
| 2 | 30 марта 2021   | Ден Дреф, Лёвен, Бельгия                  | Беларусь  | 4:0  | 8:0       | Чемпионат мира 2022 квалификация |

## Статистика
По состоянию на 18 июня 2025 года
| Выступление      | Выступление      | Выступление      | Лига | Лига | Кубки | Кубки | Еврокубки | Еврокубки | Прочие | Прочие | Итого | Итого |
| Клуб             | Лига             | Сезон            | Игры | Голы | Игры  | Голы  | Игры      | Голы      | Игры   | Голы   | Игры  | Голы  |
| ---------------- | ---------------- | ---------------- | ---- | ---- | ----- | ----- | --------- | --------- | ------ | ------ | ----- | ----- |
| Андерлехт        | Про-лига         | 2018/19          | 6    | 0    | 0     | 0     | 0         | 0         | 0      | 0      | 6     | 0     |
| Андерлехт        | Про-лига         | 2019/20          | 21   | 3    | 3     | 1     | 0         | 0         | 0      | 0      | 24    | 4     |
| Андерлехт        | Про-лига         | 2020/21          | 7    | 2    | 0     | 0     | 0         | 0         | 0      | 0      | 7     | 2     |
| Андерлехт        | Итого            | Итого            | 34   | 5    | 3     | 1     | 0         | 0         | 0      | 0      | 37    | 6     |
| Ренн             | Лига 1           | 2020/21          | 30   | 2    | 1     | 0     | 6         | 0         | 0      | 0      | 37    | 2     |
| Ренн             | Лига 1           | 2021/22          | 14   | 1    | 1     | 1     | 3         | 0         | 0      | 0      | 18    | 2     |
| Ренн             | Лига 1           | 2022/23          | 29   | 6    | 2     | 1     | 4         | 0         | 0      | 0      | 35    | 7     |
| Ренн             | Лига 1           | 2023/24          | 2    | 1    | 0     | 0     | 0         | 0         | 0      | 0      | 2     | 1     |
| Ренн             | Итого            | Итого            | 75   | 10   | 4     | 2     | 13        | 0         | 0      | 0      | 92    | 12    |
| Манчестер Сити   | Премьер-Лига     | 2023/24          | 29   | 3    | 7     | 2     | 7         | 1         | 0      | 0      | 43    | 6     |
| Манчестер Сити   | Премьер-Лига     | 2024/25          | 29   | 3    | 5     | 3     | 4         | 0         | 1      | 1      | 39    | 7     |
| Манчестер Сити   | Итого            | Итого            | 58   | 6    | 12    | 5     | 11        | 1         | 1      | 1      | 82    | 13    |
| Всего за карьеру | Всего за карьеру | Всего за карьеру | 167  | 21   | 19    | 8     | 24        | 1         | 1      | 1      | 211   | 31    |

## Достижения
«Манчестер Сити»
- Чемпион Англии: 2023/24
- Обладатель Суперкубка Англии: 2024